# İsmail Hakkı Bey
İsmail Hakkı Bey (Istanboel, 1865 – aldaar, 30 december 1927) was een Turks muezzin, componist, muzikant, docent en stichter van het conservatorium te Istanboel ten tijde van het Ottomaanse Rijk. Bey is de schrijver en componist van een in Turkije beroemd Turkse liefdeslied Fikrimin ince gülü.
Zoon van Reşid Efendi, Bey's zangstem werd reeds op jonge leeftijd opgemerkt in een jeugdkoor waarna hij de azan mocht verkondigen in de plaatselijke moskee. Tijdens zijn educatie leerde Bey over zowel oosterse als westerse muziek. In 1908 stichtte hij een muziekschool gespecialiseerd in Ottomaanse muziek in Istanboel. Deze school zou uiteindelijk het gemeentelijk conservatorium worden. Hij is getrouwd en was vader van vijf kinderen. Hij stierf tijdens zijn reis van de muziekschool naar zijn huis in de Istanboelse wijk Bebek. Hij ligt begraven op de Eğirkapı-begraafplaats in Istanboel.
- Gemeinsame Normdatei: 142668729
- International Standard Name Identifier: 0000 0000 8209 8793
- Library of Congress Control Number: n2007228524
- MusicBrainz: c4e20356-a77b-4059-bc14-94e6e167a872
- Système universitaire de documentation: 237258714
- TDVİA: ismail-hakki-bey
- Virtual International Authority File: 26528502
- WorldCat: E39PBJptVwRqmkT39mmC99TJXd